# Blaurücken-Waldsänger

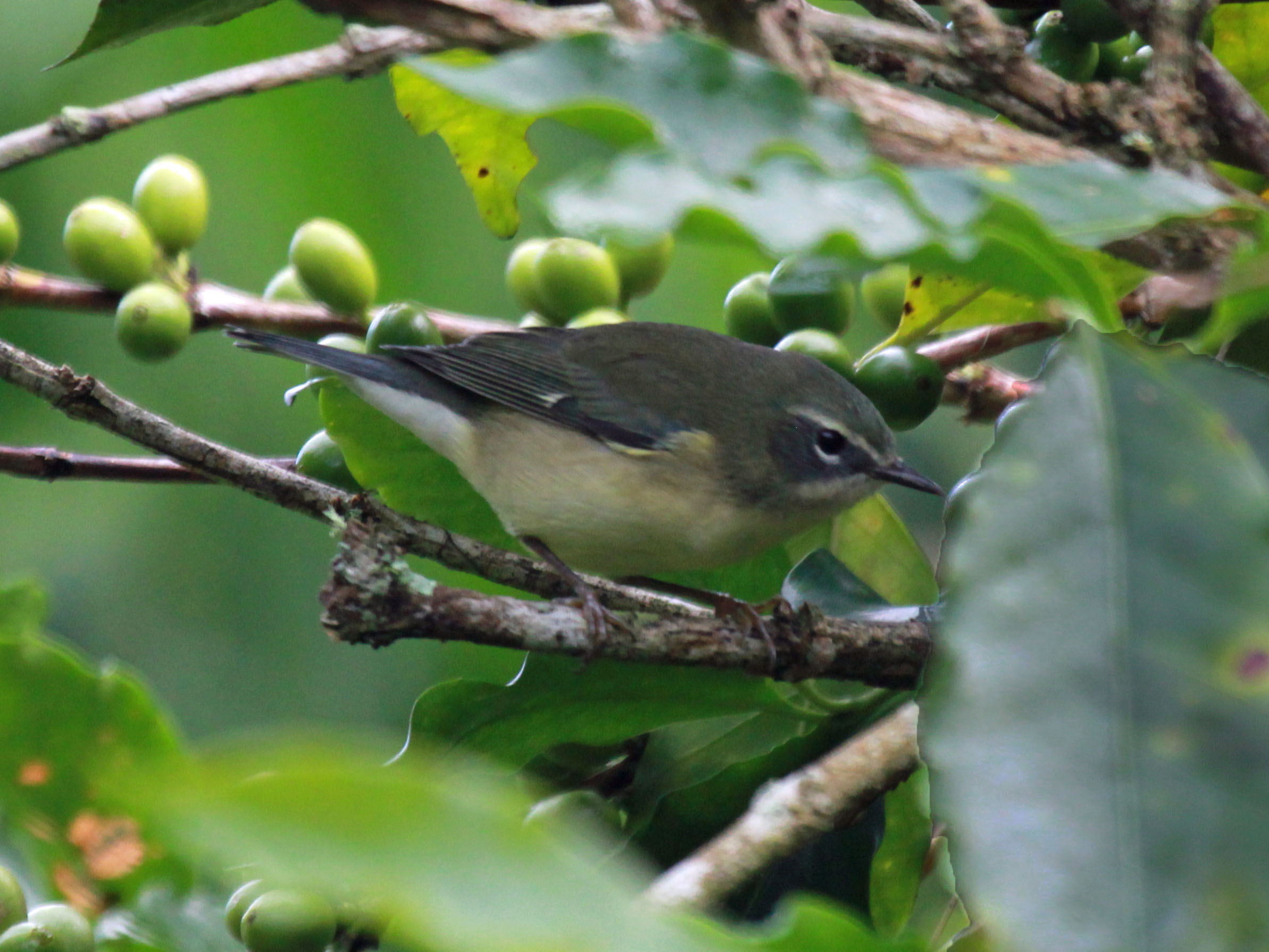
Weiblicher Blaurücken-Waldsänger (Setophaga caerulescens)

Der Blaurücken-Waldsänger (Setophaga caerulescens, Syn.: Dendroica caerulescens) ist ein kleiner insektenfressender Vogel in der Familie der Waldsänger (Parulidae).

## Merkmale
Männliche Blaurücken-Waldsänger haben auf der Unterseite ein weißes Federkleid mit einer schwarzen Kehle, einem schwarzen Gesicht und schwarzen Flanken. Die Oberseite hat eine dunkelblaue Farbe. Weibchen haben eine olivbraune Oberseite mit dunkleren Flügeldecken und Schwanzfedern und eine hellgelbe Unterseite, außerdem eine graue Krone auf dem Kopf. Unter dem Auge trägt das Weibchen einen weißen Augenhöhlenhalbkreis, über dem Auge einen weißen Streifen. Noch nicht ausgereifte männliche Jungvögel ähneln den erwachsenen Männchen, jedoch haben sie ein grünliches Oberseitengefieder. Bei beiden Geschlechtern befinden sich weiße Flecken auf den Flügeln, die jedoch nicht immer sichtbar sind. Die Beine, die Augen und der kleine dünne spitze Schnabel haben eine schwarze Farbe.

## Ernährung
Ihre Nahrung besteht überwiegend aus Insekten, die sie in der niedrigen Vegetation aufspüren oder im Flug fangen. Im Winter bereichern sie ihren Speiseplan um Früchte, Beeren und Sämereien. Für die nordamerikanischen Wäldern sind sie wichtig, da sie viele Schädlinge und die Raupen von schädlichen Insekten vertilgen.

## Fortpflanzung
Das Weibchen baut ein schalenförmiges Nest aus Materialien wie Rinde, toten Blättern und Spinnweben, die mit Speichel aneinander befestigt werden. In das Nest werden zwei bis fünf Eier gelegt. Die Küken schlüpfen nach etwa zwölf bis dreizehn Tagen.

## Vorkommen
Blaurücken-Waldsänger bewohnen in der Brutzeit gemischte Laubwälder oder das dichte Unterholz in Gebüschen unter anderem südwestlich in Ontario und im Norden von Minnesota, südlich nach New York und Pennsylvania. Im Winter ziehen sie in die tropischen Wälder nach Zentralamerika, unter anderem auf die Antillen und auf weiteren Inseln in der Karibik. Als seltener Gast kommt der Blaurückenwaldsänger auch in Westeuropa vor.